# 오용

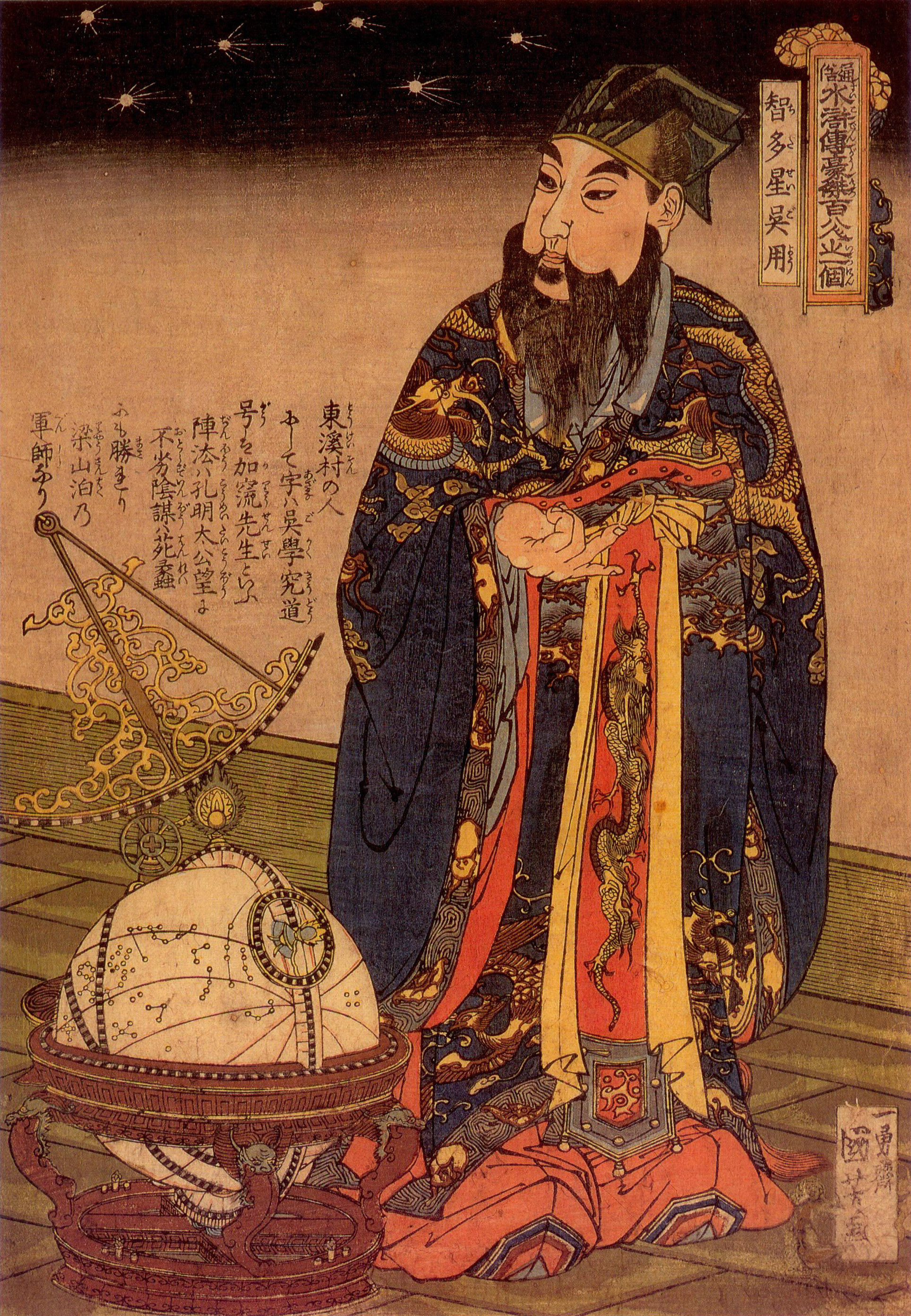
우타가와 구니요시가 그린 오용

오용(중국어 정체자: 吳用 우융[*])은 중국의 사대기서 중 하나인 《수호전》(水滸傳)에 등장하는 인물로, 108성 중 3위이자 천강성(天罡星)의 천기성(天機星)에 해당한다. 자는 학구(學究)이며, 도호는 가량(加亮)이다. 만 권의 책을 읽었으며, 아는 것이 많다 하여 지다성(智多星)이라는 별호로 불린다. 그 지모는 삼국 시대의 군사(軍師)인 제갈량(諸葛亮)과 필적하며, 구리사슬(鎖分銅)의 명수이기도 하다.

## 생애
본래는 제주(濟州) 운성현(鄆城縣)에 은거하며 서당에서 아이들에게 글을 가르치는 일을 하는 서생이었으며, 동계촌(東溪村)의 촌장(村長)인 조개(晁蓋)에게 그 지모를 인정받아 서로 친하게 지냈다. 이후 조개가 유당(劉唐)과 함께 북경대명부의 유수사(留守使)인 양세걸(梁世傑)이 자신의 장인인 채경(蔡京)의 생일 선물로 보내는 생신강(生辰綱)을 강탈하려는 계획을 세우자  이들에게 협력했으며, 동시에 친분이 있던 완소이(阮小二), 완소오(阮小五), 완소칠(阮小七) 형제를 자신들의 계획에 끌어들였다. 후에 합류한 공손승(公孫勝)까지 총 7명으로 생신강 강탈을 계획했으며, 오용은 술장수로 변장하여 생신강을 운반하는 병사들을 속이고 약을 탄 술을 먹여 생신강 탈취에 성공했다.
그 뒤 관군의 추격을 피하 양산박(梁山泊)에 몸을 의지하려는 조개를 따하 함께 양산박으로 갔으나, 이전과 마찬가지로 양산박의 두령인 왕륜(王倫)이 자신의 지위 보전을 위해 조개를 받아들이지 않았다. 이에 임충(林冲)이 왕륜을 설득하려 했지만 실패했고, 결국 임충이 왕륜을 살해한 뒤 조개를 새로운 두령으로 삼자 오용 또한 양산박의 일원이 되었다.
이후 다양한 전략을 사용하여 관군과의 전투에서 연이은 승리를 거두는 데 공헌했으며, 다양한 방법을 사용하여 노준의(盧俊義)나 주동(朱仝) 등 능력 있는 호걸들을 차례차례로 양산박 군에 합류시켰다. 비록 강주(江州)로 유배를 떠난 송강(宋江)을 구하기 위한 가짜 편지를 만드는 과정에서 실수를 범해 대종(戴宗)을 위험에 빠뜨리는 등 종종 치명적인 실수를 저질렀으나, 양산박 동료들에게 받는 신뢰도는 높았다. 송강과 강한 신뢰 관계로 연결되어 있었으며, 양산박의 인물들 중에서는 송강의 심정을 가장 잘 헤아렸던 인물 중 하나였다.
108성 집결 이후에는 양산박의 군무 및 기밀을 담당하는 군사(軍師)로 임명되었으며, 다양한 지략과 계략으로 관군과의 계속된 전투에서 좋은 활약을 보였다. 방랍(方臘)의 난을 평정한 뒤 양산박 군이 해산한 이후에는 무승군(武勝軍) · 승선사(承宣使)에 천거되었으나, 이를 거부한 뒤 송강이 독살당했다는 사실을 깨닫고는 화영(花榮)과 함께 송강의 무덤이 있는 요아와(蓼兒洼)에 가서 나무에 목을 매달아 자결했다.

## 대중 문화
영상 매체에서 오용을 연기한 배우는 다음과 같다.
- 진펑: 드라마 《수호전》(1972)
- 지전화: 드라마 《수호》(1983)
- 왕중신: 드라마 《수호》(1983)
- 장밍: 드라마 《수호》(1983)
- 닝샤오즈: 드라마 《수호전》(1998)
- 리쭝한: 드라마  《수호전》(2011)
- 리린: 드라마 《수호학원》(2014)